# Masashi Otokita
Masashi Otokita (né le 27 décembre 1962) est un athlète japonais, spécialiste du 3 000 mètres steeple.

## Biographie
Il remporte la médaille d'or du 3 000 mètres steeple lors des championnats d'Asie 1987, à Singapour. 

### Palmarès
| Date | Compétition         | Lieu      | Résultat | Épreuve         | Performance  |
| ---- | ------------------- | --------- | -------- | --------------- | ------------ |
| 1987 | Championnats d'Asie | Singapour | 1er      | 3 000 m steeple | 9 min 4 s 21 |

### Records
| Épreuve         | Performance   | Lieu      | Date       |
| --------------- | ------------- | --------- | ---------- |
| 3 000 m steeple | 8 min 37 s 94 | Hiroshima | 3 mai 1988 |